# Sean Sagar
Sean Sagar (né le 20 février 1990) est un acteur et mannequin britannique. Il commence sa carrière en apparaissant à la télévision britannique avant de jouer des rôles dans les films Blue Story (2019), The Covenant de Guy Ritchie (2023) et Mea Culpa (2024). En 2023, Sagar a commencé à jouer dans la série de Paramount+, NCIS : Sydney.

## Carrière
Sean Sagar est né et a grandi à Londres, en Angleterre. Il est d'origine jamaïcaine et guyanaise. Son frère aîné, Nick, est également acteur. Sagar a fait ses débuts au cinéma en apparaissant dans le drame policier Ill Manors réalisé par Plan B en 2012. En tant que mannequin, il a travaillé avec des marques telles que Hugo Boss, Topman, Theory, Paul Smith, Fenwick, Everlast et Adidas. À la télévision, Sagar est apparu dans Casualty, Top Boy, Trollied et Just a Couple. De 2016 à 2020, il a joué dans la série dramatique militaire Our Girl, diffusée sur BBC One.  En 2019, il est apparu dans le film musical Blue Story et a tenu un rôle mineur dans le film policier The Gentlemen. De 2021 à 2022, il a joué le rôle récurrent de Marco dans la série dramatique pour adolescents de Netflix, Fate : The Winx Saga.
En 2023, Sagar a joué dans le film d'action The Covenant de Guy Ritchie,,. Plus tard dans l'année, Sagar a fait ses débuts à la télévision américaine en jouant dans la sixième saison de la série de comédie dramatique BET, Sistas. Il a été remplacé par Devin Way pour la saison 7. Plus tard en 2023, il a commencé à jouer dans la série de Paramount+, NCIS : Sydney,. En 2024, il a joué dans le film de thriller érotique, Mea Culpa, de Tyler Perry,.

## Filmographie

### Films
| Année | Titre                      | Role                 | Notes         |
| ----- | -------------------------- | -------------------- | ------------- |
| 2012  | Friend Request             | Zachary              | Court métrage |
| 2012  | Ill Manors                 | Freddie              |               |
| 2014  | We Are Monster             | Derrick James        |               |
| 2014  | Daytimer                   | Saf                  |               |
| 2019  | Blue Story                 | Skitzer              |               |
| 2019  | The Gentlemen              | Mal                  |               |
| 2020  | Solitaire                  | Jamal                | Court métrage |
| 2023  | Guy Ritchie's The Covenant | Charlie "Jizzy" Crow |               |
| 2024  | Mea Culpa                  | Kal Hawthorne        |               |

### Télévision
| Année        | Titre               | Role                             | Notes                         |
| ------------ | ------------------- | -------------------------------- | ----------------------------- |
| 2011         | Top Boy             | Tareek                           | 3 episodes                    |
| 2012         | Casualty            | Saf Hussein                      | Episode: "Teenage Dreams"     |
| 2013         | Trollied            | MC Poison                        | 3 episodes                    |
| 2016         | Casualty            | Zeke Tanner                      | Episode: "A Clear Conscience" |
| 2016–2020    | Our Girl            | Private Jaiden "Monk" Montgomery | Acteur récurent, 20 episodes  |
| 2017         | Just a Couple       | Daniel                           | Acteur récurent, 6 episodes   |
| 2019         | Sticks and Stones   | Andy                             | Miniserie                     |
| 2021–2022    | Fate: The Winx Saga | Marco                            | 6 episodes                    |
| 2021–2023    | Buffering           | Robbie                           | 5 episodes                    |
| 2023         | Sistas              | Jordan                           | Acteur récurent (saison 6)    |
| 2023–present | NCIS: Sydney        | DeShawn Jackson                  | Role principale               |